# Arthur Mabillon
Arthur Mabillon, född 13 oktober 1888, död 13 oktober 1961, var en fransk bågskytt. Han deltog vid olympiska sommarspelen 1920.